# Дженан Радончич
Дженан Радончич (чорн. Џенан Радончић; нар. 2 серпня 1983, Гусинє, СФР Югославія) — чорногорський футболіст, нападник.

## Клубна кар'єра
Вихованець «Гусинє». Дорослу футбольну кар'єру розпочав у «Рударі» (Плєвля) з третього дивізіону СФР Югославії, у футболці якого за два сезони відзначився 22-ма голами в 43-х матчах. У червні 2003 року перейшов до «Партизана», з яким підписав 4-річний контракт. Він зіграв лише в чотирьох матчах чемпіонату, але також зумів дебютувати в Лізі чемпіонів в нічийному (1:1) матчі проти «Марселя» (1:1), в усих випадках - виходив з лави запасних.
Однак лише через півроку після переходу в «Партизан» переїхав на Далекий Схід і приєднався до новоствореного клубу К-Ліги «Інчхон Юнайтед». Відіграв важливу роль у виході «Юнайтед» до фіналу плей-оф чемпіонату 2005 року. Після того, як потрапив у немилість у виконувача обов'язків головного тренера Пак Лі Чуна, відправився в оренду до клубу Джей-ліги «Ванфоре Кофу» протягом сезону 2007. Проте не зміг допомогти команді уникнути вильоту до Джей-ліги 2. Повернувся в «Інчхон» у 2008 році, ставши найкращим бомбардиром команди вище вказаного сезону з 13-ма голами в чемпіонаті. Того ж року приїхав до Японії як гравець збірної К-ліги в матчі всіх зірок японського та корейського чемпіонатів на Кубку JOMO, де відзначився голом за збірну К-Ліги.
У січні 2009 року перейшов до іншого представника К-Ліги «Соннам». Залишався стабільним гравцем основного складу команди, яка виграла Лігу чемпіонів АФК 2010 року, але пропустив фінал через перебір жовтих карток. У Лізі чемпіонів АФК 2010 року грав разом із македонцем Сашою Огненовським.
У грудні 2011 року підписав 3-річну угоду з іншою командою К-Ліги «Сувон Самсунг Блювінгз». У серпні 2013 року перейшов в оренду до клубу Джей-ліги «Сімідзу С-Палс».
У серпні 2013 року тимчасово перейшов до «Сімідзу С-Палс». Відзначився 6-ма голами у 15 матчах чемпіонату.
У 2014 році перейшов до «Омія Ардія». Однак в 11 офіційних матчах до 1 червня не зміг відзначитися жодного голу. Після цього «Омія» придбала Драгана Мурджа та перевищив ліміт на легіонерів, тому 8 липня було оголошено про його перехід до «Ойта Трініта». 13 листопада покинув клуб до кінця сезону через операцію на коліні. 

## Статистика виступів

### Клубна
| Клуб                      | Сезон             | Ліга  | Ліга |
| Клуб                      | Сезон             | Матчі | Голи |
| ------------------------- | ----------------- | ----- | ---- |
| «Рудар» (Плєвля)          | 2002–03           | 18    | 5    |
| «Партизан»                | 2003–04           | 4     | 0    |
| «Інчхон Юнайтед»          | 2004              | 13    | 0    |
| «Інчхон Юнайтед»          | 2005              | 22    | 9    |
| «Інчхон Юнайтед»          | 2006              | 23    | 1    |
| «Інчхон Юнайтед»          | 2007              | 11    | 1    |
| «Інчхон Юнайтед»          | 2008              | 26    | 13   |
| «Інчхон Юнайтед»          | Загалом           | 95    | 24   |
| «Ванфоре Кофу» (оренда)   | 2007              | 9     | 1    |
| «Соннам Ільва Чунма»      | 2009              | 28    | 5    |
| «Соннам Ільва Чунма»      | 2010              | 27    | 12   |
| «Соннам Ільва Чунма»      | 2011              | 10    | 3    |
| «Соннам Ільва Чунма»      | Загалом           | 65    | 20   |
| «Сувон Самсунг Блювінгз»  | 2012              | 31    | 12   |
| «Сувон Самсунг Блювінгз»  | 2013              | 12    | 4    |
| «Сувон Самсунг Блювінгз»  | Загалом           | 43    | 16   |
| «Сімідзу С-Палс» (оренда) | 2013              | 15    | 6    |
| «Омія Ардія»              | 2014              | 8     | 0    |
| «Ойта Трініта»            | 2014              | 7     | 4    |
| «Морнар»                  | 2015–16           | 5     | 0    |
| Усього за кар'єру         | Усього за кар'єру | 269   | 76   |

## Досягнення
«Соннам»
- Кубок Південної Кореї
  -  Володар (1): 2011

- Ліга чемпіонів АФК
  -  Чемпіон (1): 2010